# Prunus gracilis
Espèce
Classification phylogénétique
Prunus gracilis, le prunier de l'Oklahoma, est une espèce de plantes à fleurs de la famille des Rosaceae. C'est un arbuste que l'on le trouve aux États-Unis, en Amérique du Nord.